# La lunga strada della vendetta
La lunga strada della vendetta è un romanzo di Joe R. Lansdale del 2007, che in realtà è la versione ampliata della sceneggiatura che nel 1991 Lansdale scrisse per un'avventura a fumetti di Batman.

## Edizioni
- Joe R. Lansdale, La lunga strada della vendetta, traduzione di Michele Foschini, Edizioni BD, 2007,  p. 246, ISBN 978-88-6123-063-7.